# Peter Zilles
Peter Zilles (* 12. Juli 1946 in Köln; † 1998) war ein deutscher Schauspieler und Synchronsprecher.

## Leben
Zilles absolvierte seine Schauspielausbildung in Rostock. Als Theaterschauspieler trat er unter anderem in Rostock und bei den Ruhrfestspielen Recklinghausen auf.
Einem breiten Publikum wurde er durch seine zahlreichen Auftritten in Film und Fernsehen bekannt. Er spielte unter der Regie von Oliver Storz in Beinah Trinidad, unter der Regie von Sönke Wortmann in Fotofinish und Drei D sowie unter der Regie von Vivian Naefe in Der Boss aus dem Westen. Von 1989 bis 1992 gehörte er als Handwerker „Oskar Wagner“ neben Christoph M. Ohrt und Ulrike Kriener zur Stammbesetzung der 52-teiligen Vorabendserie Das Nest über eine WG in Wiesbaden. Weitere Serienrollen hatte er als Sohn von Wilfried Ortmann in Mit List und Krücke sowie neben Towje Kleiner in Kowalsky. Daneben übernahm er zahlreiche Gastrollen in Episoden von Fernsehserien wie Der Fahnder, Schwarz Rot Gold, Faust, Ein Fall für zwei und Eurocops
Außerdem arbeitete er umfangreich als Sprecher für Hörspielproduktionen und Synchronisation. In sechs Folgen der Sitcom Eine schrecklich nette Familie lieh er dem von E. E. Bell verkörperten „Bob Rooney“ seine Stimme. Daneben synchronisierte er verschiedene Charaktere in den Serien Mit Schirm, Charme und Melone, ALF, Cheers und Die Nanny. Für die deutsche Fassung der Simpsons lieh er ebenfalls verschiedenen Figuren die Stimme, so auch Snake in der Episode Oh Schmerz, das Herz! und Bürgermeister Quimby in der Episode Der Lebensretter.

## Filmografie (Auswahl)
- 1981: Die Grenze
- 1983: Die Krimistunde (Fernsehserie, Folge 7, Episode: "Knopfdruck für einen Chinesen")
- 1983: Alarm im Schlossmuseum
- 1985: Beinah Trinidad
- 1986: Fotofinish
- 1988: Drei D
- 1988: Der Boss aus dem Westen
- 1989: Eine Frau für Alfie
- 1989–1992: Das Nest
- 1992: Mit List und Krücke
- 1997: Kowalsky

## Synchronrollen (Auswahl)

### Filme
- 1990: William Shatner in Happy Birthday, Bugs!: 50 Looney Years als William Shatner
- 1991: Joe Bugner in Fatal Bond – Das tödliche Prinzip Zufall als Claw Miller
- 1991: Kenneth Peerless in  Indio 2 – Die Revolte als Pablo
- 1992: Raymond Evans in Shadowchaser als Whiteside
- 1992: Philip Notununu in Dust Devil als Mann in der Bar
- 1993: Pat Brady in Kleine Millionärin in Not als Spudman
- 1994: Mike Bacarella in I Love Trouble – Nichts als Ärger als Bahnmitarbeiter #3
- 1994: Jim Pepper in I Love Trouble – Nichts als Ärger als Reporter #1
- 1994: Jay Wolpert in I Love Trouble – Nichts als Ärger als Chronicle–Mitarbeiter Jay
- 1994: Mike Seelig in Interview mit einem Vampir als Zuhälter
- 1994: Hal Havins in Codename 7700 – The Final Experiment als Officer Clyde Webster
- 1994: Joe Bugner in Streetfighter - Die entscheidende Schlacht als Folterer
- 1995: Frank Zagarino in Shadowchaser III als Android
- 1996: Jeffrey Pillars in Familienmord als Delacroix

### Serien
- 1990: Casey Kasem in Scooby Doo, wo bist du? als Malt–Shop–Chef
- 1991: Don Messick in Scooby Doo, wo bist du? als Kellner
- 1992: Buddy Reynolds in Zwei Supertypen in Miami als Dealer
- 1993: Joe Hess in Zwei Supertypen in Miami als Leon
- 1993: Pino Ammendola in Zwei Supertypen in Miami als Dusty, Informant
- 1994: Art LaFleur in Renegade – Gnadenlose Jagd als Buzzy Burell
- 1994–1997: George Buza in X–Men als Beast/Dr. Henry "Hank" McCoy
- 1995: James Kidnie in RoboCop als William Ray "Pudface" Morgan
- 1995–1996: E. E. Bell in Eine schrecklich nette Familie als Bob Rooney